# Muralla de Tarragona

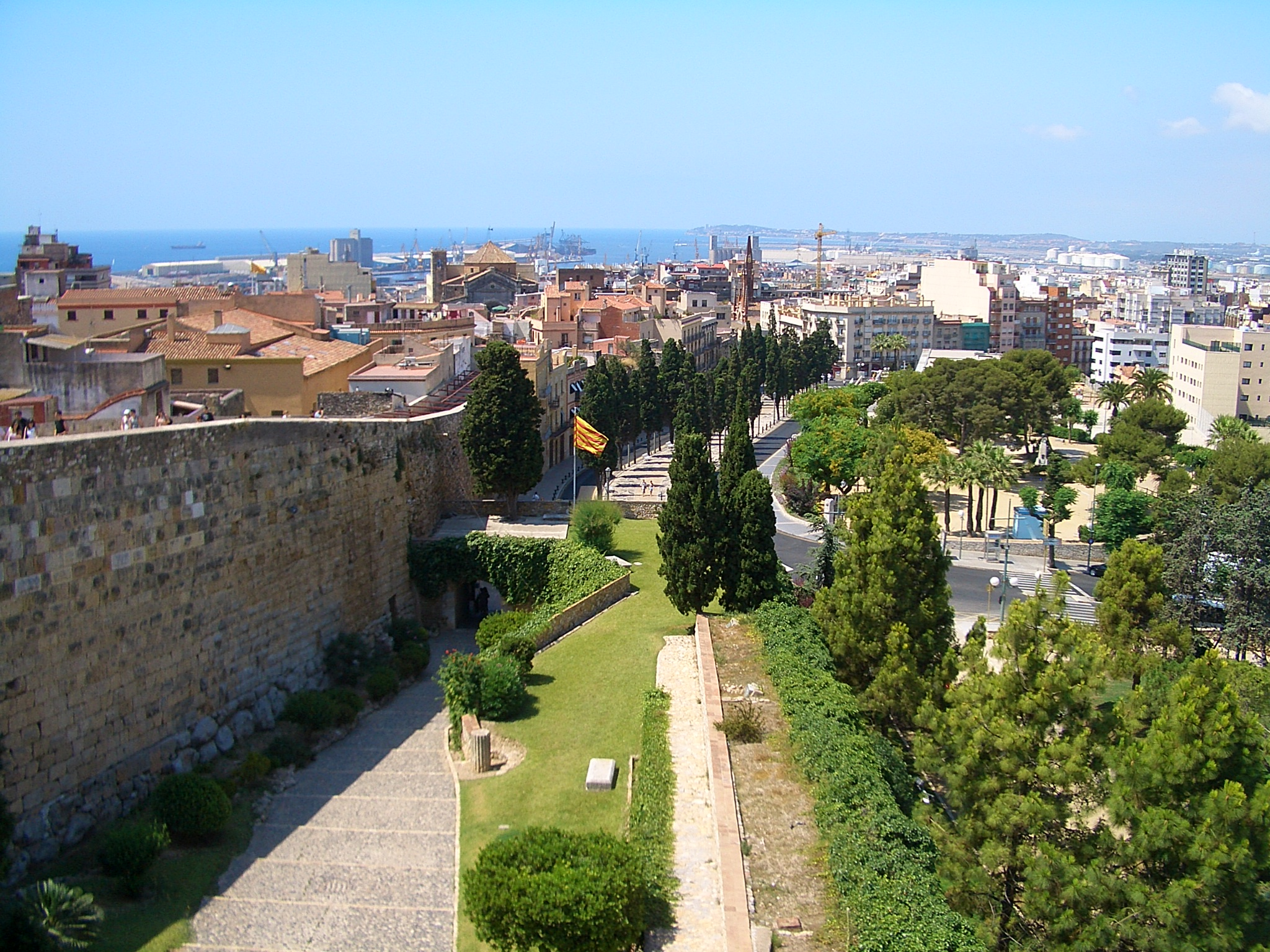
Vista de Tarragona con la muralla a la izquierda.

La muralla de Tarragona es una cerca militar de origen romano que rodea el casco antiguo de la ciudad de Tarragona, en la provincia homónima, de la comunidad autónoma de Cataluña, en España. Se trata de uno de los lugares del sitio Patrimonio de la Humanidad denominado «Conjunto arqueológico de Tarraco», en concreto el que lleva el código 875-001.

## Historia y características
Es la construcción más antigua de la Tarraco romana. En un primer momento se trataba de una simple empalizada de madera que tenía como misión proteger la guarnición militar.
La muralla romana se construyó a fines del siglo III a. C., aunque los especialistas aún no se han puesto de acuerdo de si fue durante la segunda guerra púnica o posteriormente. Se sabe que sufrió una ampliación a lo largo del siglo II a. C., seguramente durante la formación de la ciudad romana de Tarraco. De esta época se conservan tres torres originales: la de l'Arquebisbe, la del Cabiscol y la de Minerva.
En el 217 y el 197 a. C. fue ampliada y fortalecida con un frontal de piedra de 6 metros y unos 4,5 metros de grosor, con torres en los puntos débiles. Tenía una longitud hacia el siglo III a. C. de unos 4 km. Sin embargo, en la actualidad sólo se conserva alrededor de 1 km y una puerta adovelada original.
Después de la invasión islámica, Tarraco sufrió un despoblamiento paulatino y no fue hasta la ocupación de Ramón Berenguer IV, en el siglo XII que la muralla fuese reutilizada y reparada. De la época moderna y contemporánea se conocen diversas modificaciones y reparaciones, siendo modificada durante la ocupación napoleónica.
Desde de finales del siglo XIX es de propiedad pública y Patrimonio de la Humanidad, y es uno de los símbolos característicos de la ciudad de Tarragona.